# Угличская ГЭС
У́гличская гидроэлектроста́нция — ГЭС на реке Волге в Ярославской области, в городе Угличе. Входит в Волжско-Камский каскад ГЭС, являясь его второй ступенью. Одна из старейших гидроэлектростанций России — пущена в 1940 году, сыграла важную роль в обеспечении Москвы электроэнергией в годы Великой Отечественной войны, особенно в период Битвы за Москву. Строительство станции велось в 1935—1955 годах, а по состоянию на 1941 год она являлась второй по мощности действующей гидроэлектростанцией СССР. Собственником Угличской ГЭС (за исключением судоходного шлюза) является ПАО «РусГидро». Архитектурный комплекс Угличской ГЭС является объектом культурного наследия, охраняемым государством.

## Конструкция станции
Конструктивно Угличская ГЭС представляет собой низконапорную русловую гидроэлектростанцию (здание ГЭС входит в состав напорного фронта). Сооружения гидроузла включают в себя русловую земляную плотину, бетонную водосбросную плотину, здание ГЭС и судоходный шлюз. В основании сооружений находятся моренные суглинки, в ряде случаев перекрытые аллювием. Установленная мощность электростанции — 130 МВт, обеспеченная мощность — 8,8 МВт, среднегодовая выработка — 240 млн кВт·ч.

### Земляная плотина
Русловая земляная плотина образует большую часть напорного фронта гидроузла, размещаясь между шлюзом и водосбросной плотиной. Её длина составляет 314 м, максимальная высота — 27 м. Тело плотины объёмом 1,51 млн м³ намыто из песка, в низовой части плотины расположен каменный банкет, отсыпанный при перекрытии реки и прикрытый обратным фильтром. Плотина имеет противофильтрационный элемент — расположенную в её центральной части диафрагму, состоящую в нижней части из металлического шпунта (заглублённого на 2 м в основание), а в верхней части — из металлического листа толщиной 11—14 мм. Верховой откос защищён от размыва волнами и разрушения льдом каменной наброской толщиной 35—45 см, лежащей на 15-сантиметровом слое гравия; низовой откос одернован. По гребню плотины проложена автомобильная дорога.

### Водосбросная плотина

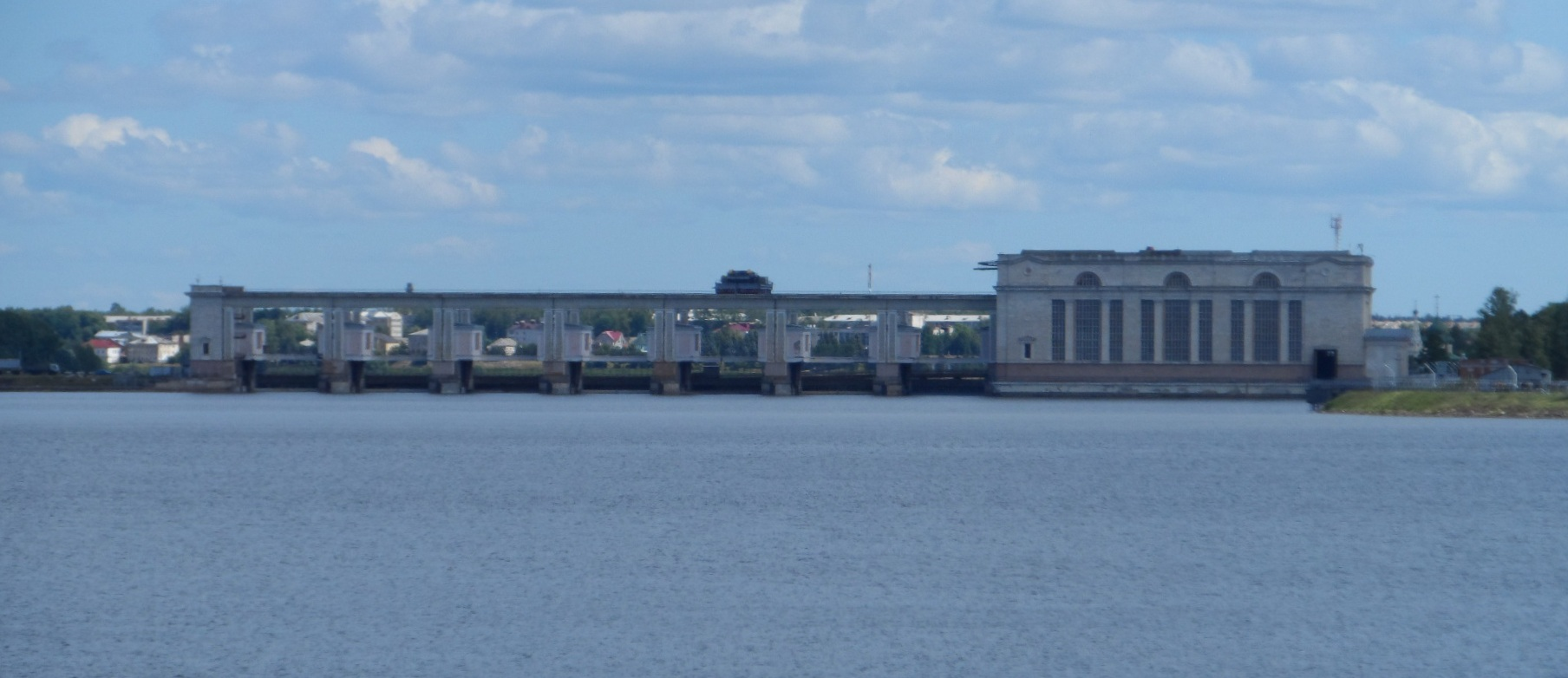
Вид на водосбросную плотину Угличской ГЭС (2015 г.)

Гравитационная бетонная водосбросная плотина Угличской ГЭС предназначена для пропуска расходов реки, превышающих пропускную способность турбин и регулирующие возможности водохранилища. Располагается со стороны правого берега, между земляной плотиной (с которой сопрягается при помощи устоя) и зданием ГЭС. Её длина — 179 м, объём тела — 316 тыс. м³. Плотина имеет 7 пролётов шириной по 19,8 м; каждый пролёт имеет два яруса. Верхний ярус пропускает около 27 % расчётного расхода (также через него происходит сброс льда), перекрывается сегментными затворами высотой 5,4 м. Нижний ярус имеет высоту 4 м, пропускает около 73 % расхода и перекрывается плоскими затворами. При ремонте основных затворов, со стороны верхнего и нижнего бьефа устанавливается шандорное заграждение. Маневрирование основными затворами производится с помощью специальных грузоподъёмных механизмов, монтированных на бычках плотины. Шандоры верхнего бьефа монтируются мостовыми кранами машинного зала, нижнего бьефа — специальной лебёдкой грузоподъёмностью 50 т.
Максимальная пропускная способность водосбросной плотины — 11 900 м³/с при НПУ и 12 250 м³/с при ФПУ, что позволяет безопасно пропускать паводки вероятностью 0,1 % (1 раз в 1000 лет). Энергия потока гасится на водобое длиной 90 м, представляющем собой бетонную плиту с двумя рядами гасителей высотой по 2,5 м, а также на рисберме длиной 128 м. Рисберма имеет форму ковша, её наинизшая точка заглублена по отношению к водобою на 10 м. Со стороны верхнего бьефа к плотине примыкает понур длиной 40 м, прикрытый сверху бетонными плитами.

### Здание ГЭС
Здание Угличской ГЭС — руслового типа (входит в состав напорного фронта), расположено между водосбросной плотиной и правым берегом. Конструктивно состоит из двух секций (турбин и монтажной площадки). В машинном зале ГЭС установлено два гидроагрегата мощностью по 65 МВт с поворотно-лопастными турбинами, работающими на расчётном напоре 13 м и вертикальными зонтичными гидрогенераторами. Один из гидроагрегатов оснащён турбиной ПЛ 91-ВБ-900 (производитель турбины — Ленинградский металлический завод), другой — турбиной производства фирмы Voith Siemens Hydro. На обеих гидроагрегатах смонтированы генераторы СВ 1343/150-100, изготовленные заводом «Элсиб». Изначально установленные гидротурбины Угличской ГЭС унифицированы с турбинами Рыбинской ГЭС и до середины 1950-х годов являлись крупнейшими в мире (диаметр рабочего колеса 9 м, вес турбины — 1257 т).

Машинный зал и гидроагрегаты Угличской ГЭС
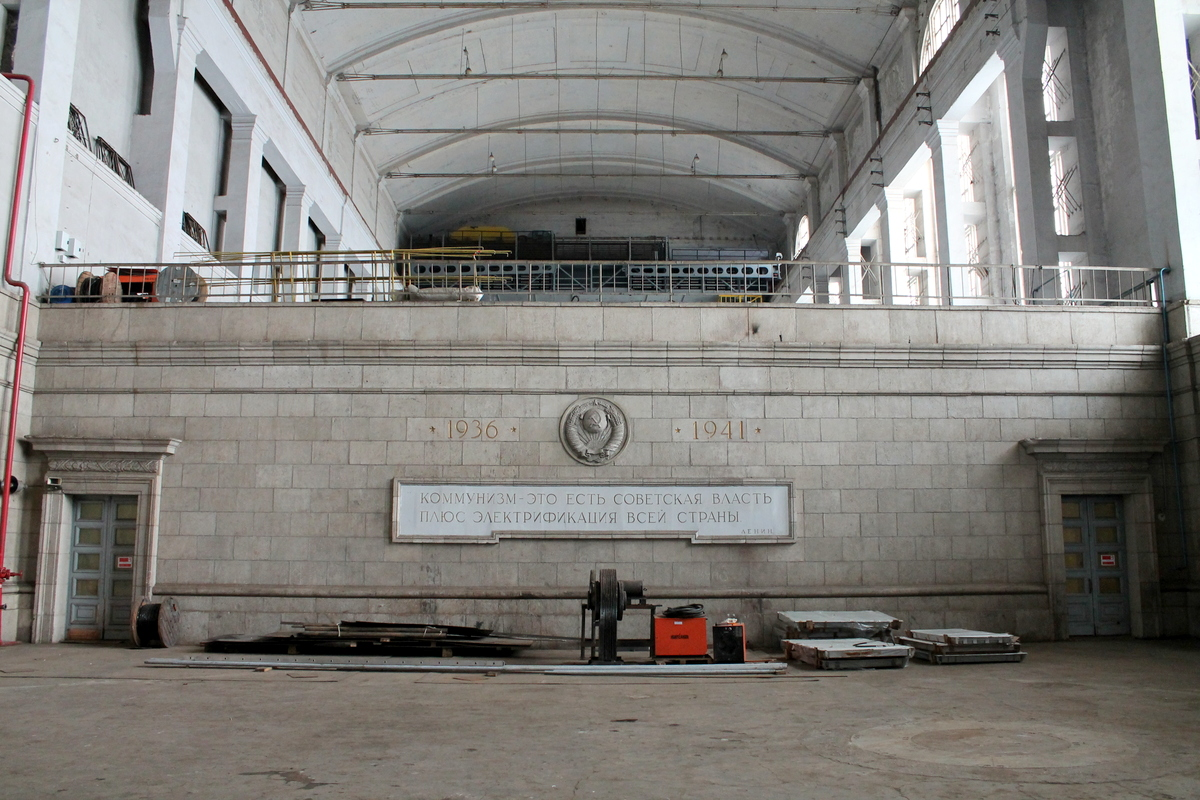
Вид с монтажной площадки
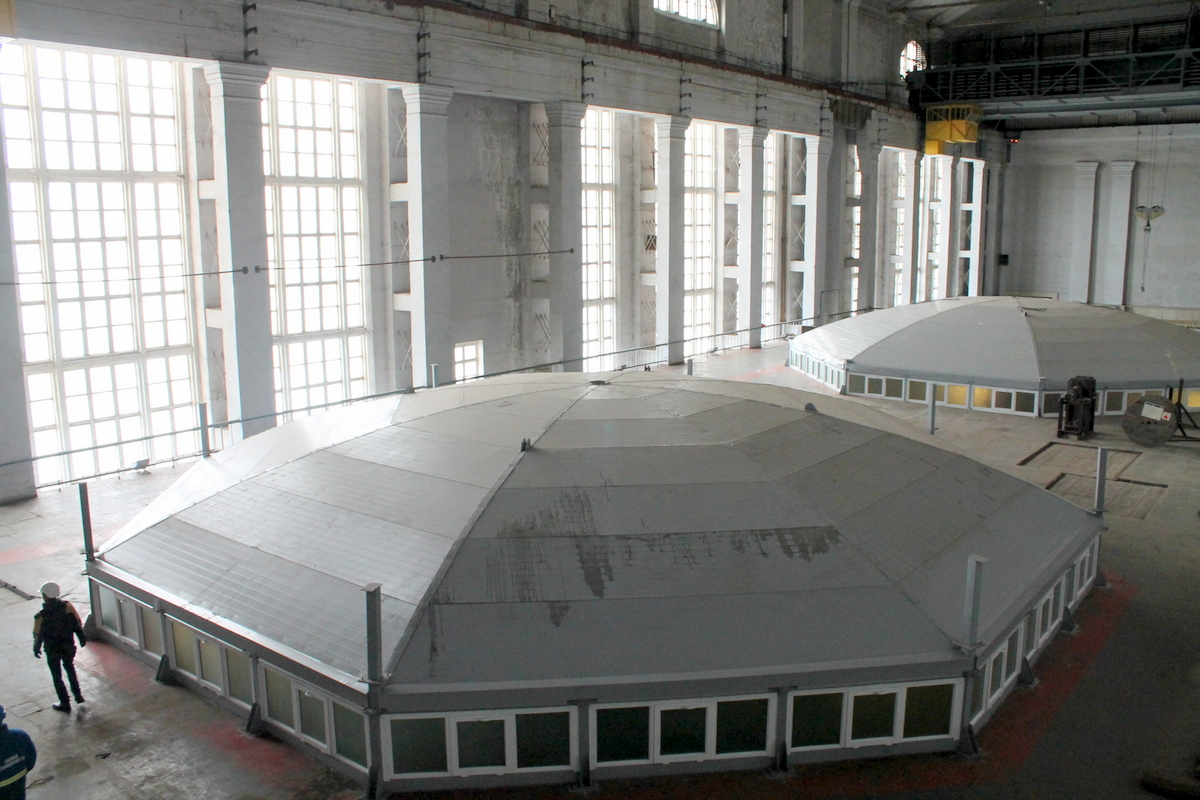
Вид на колпаки над гидроагрегатами
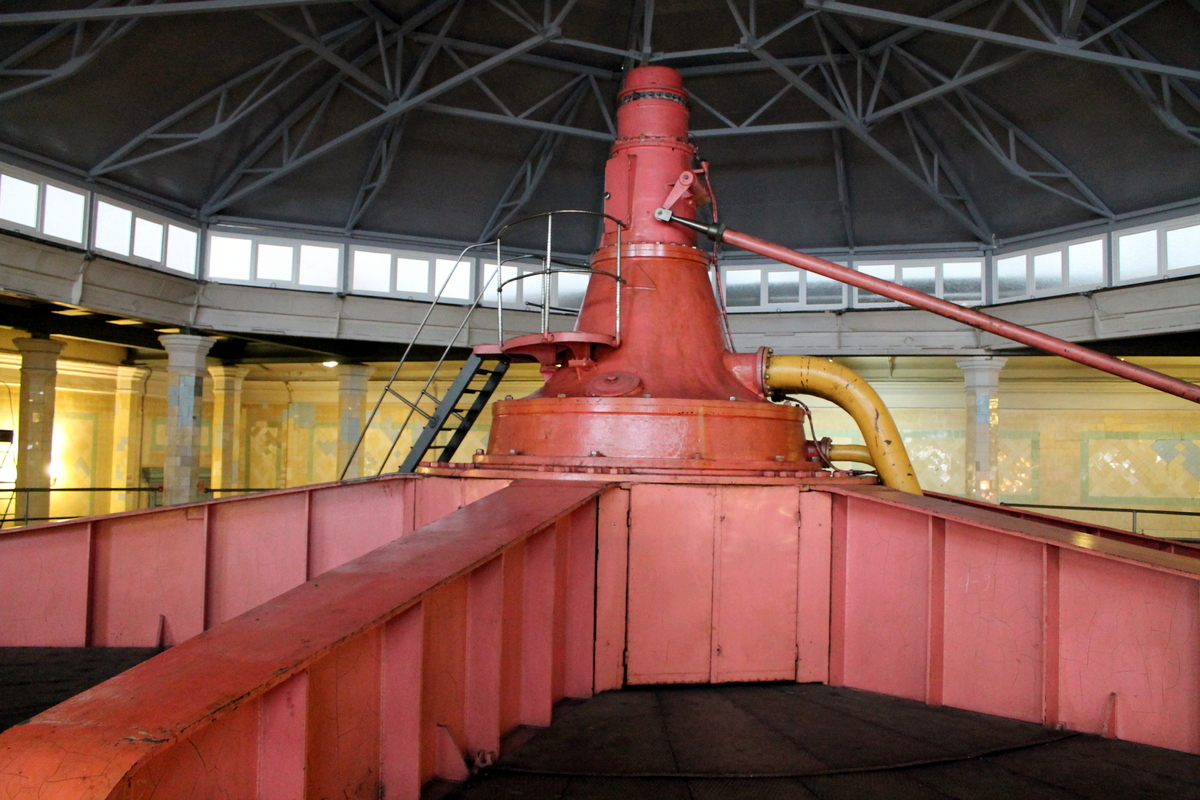
Гидроагрегат № 1
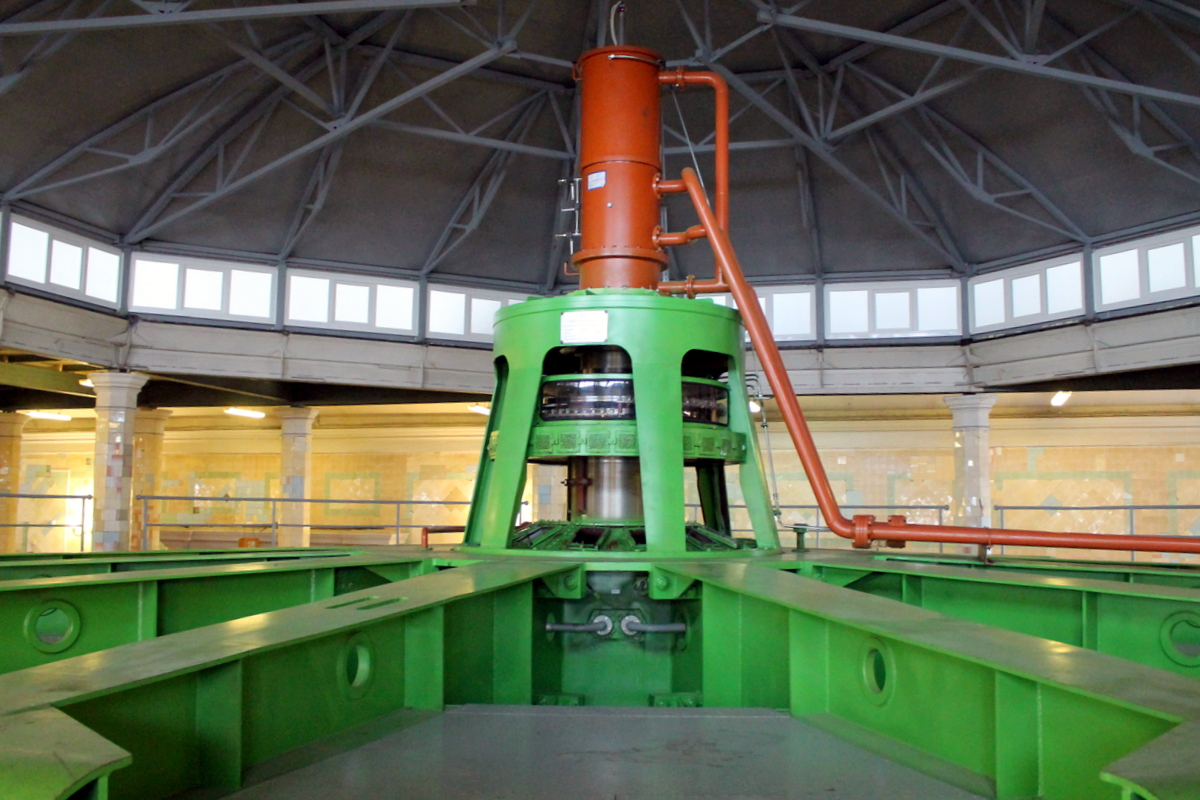
Гидроагрегат № 2
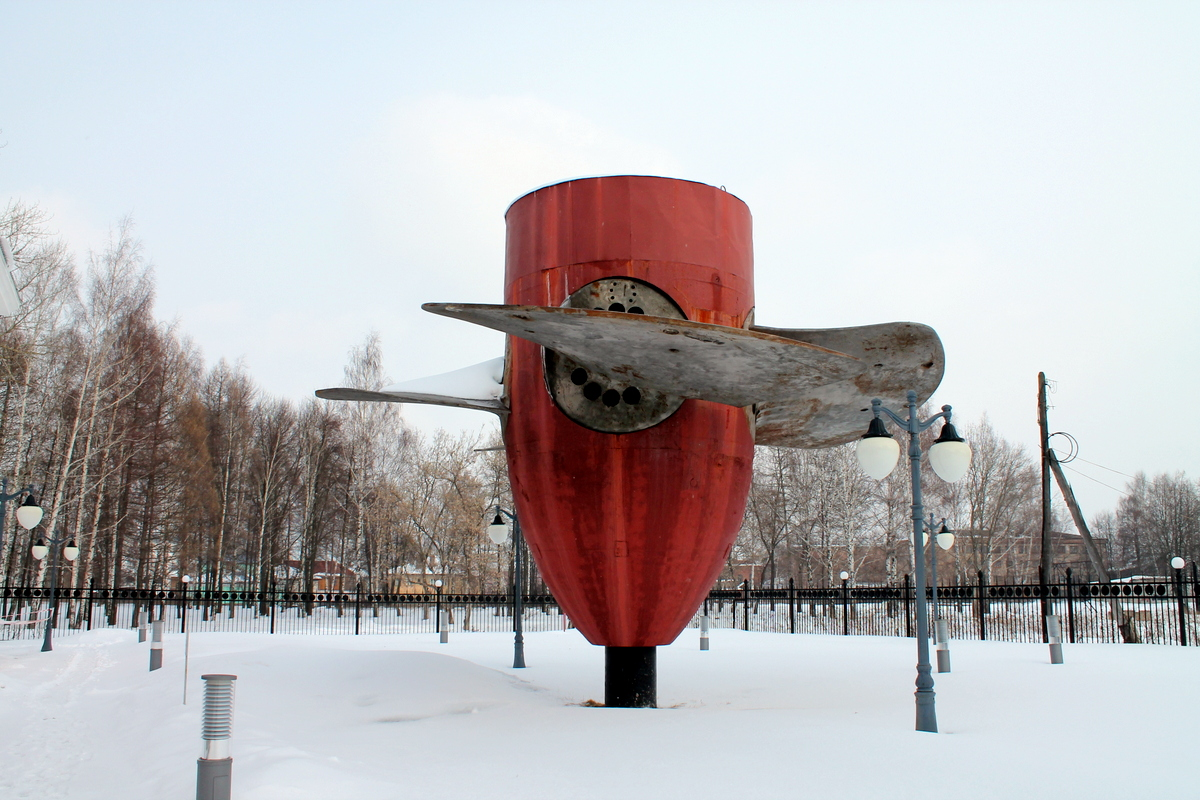
Рабочее колесо турбины
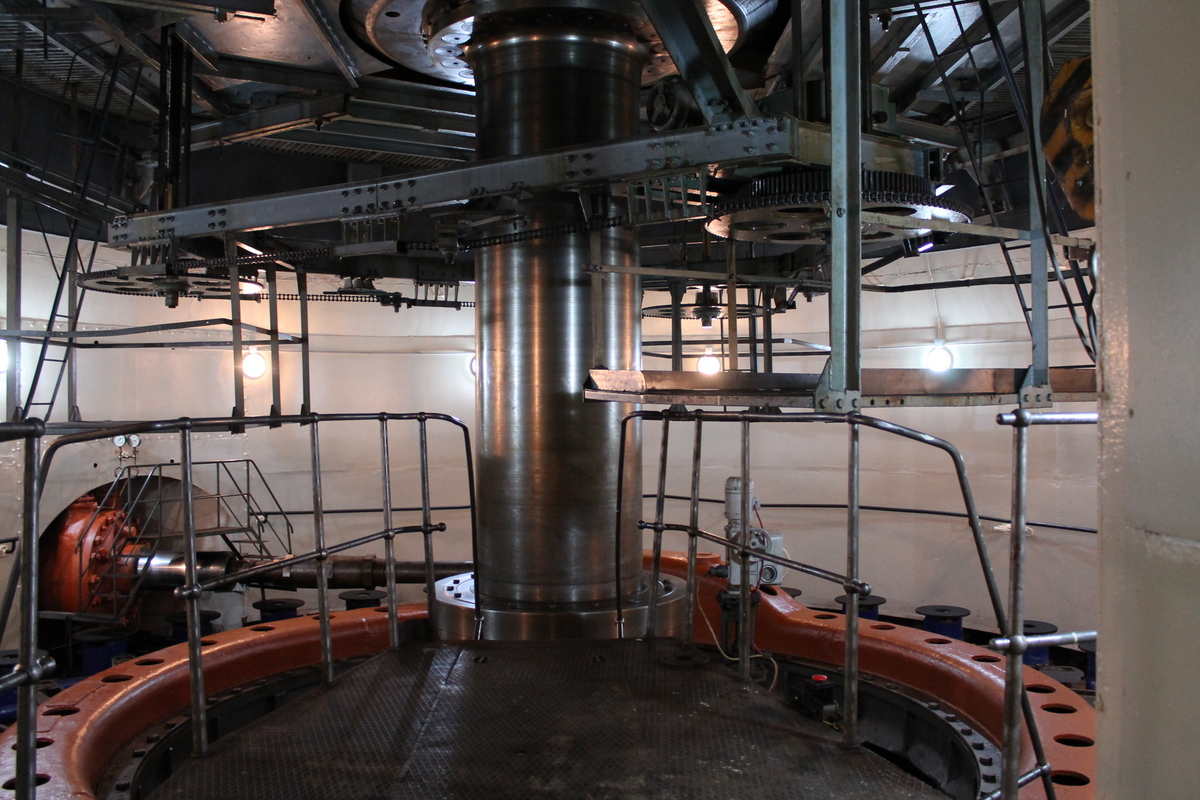
Шахта турбины № 1
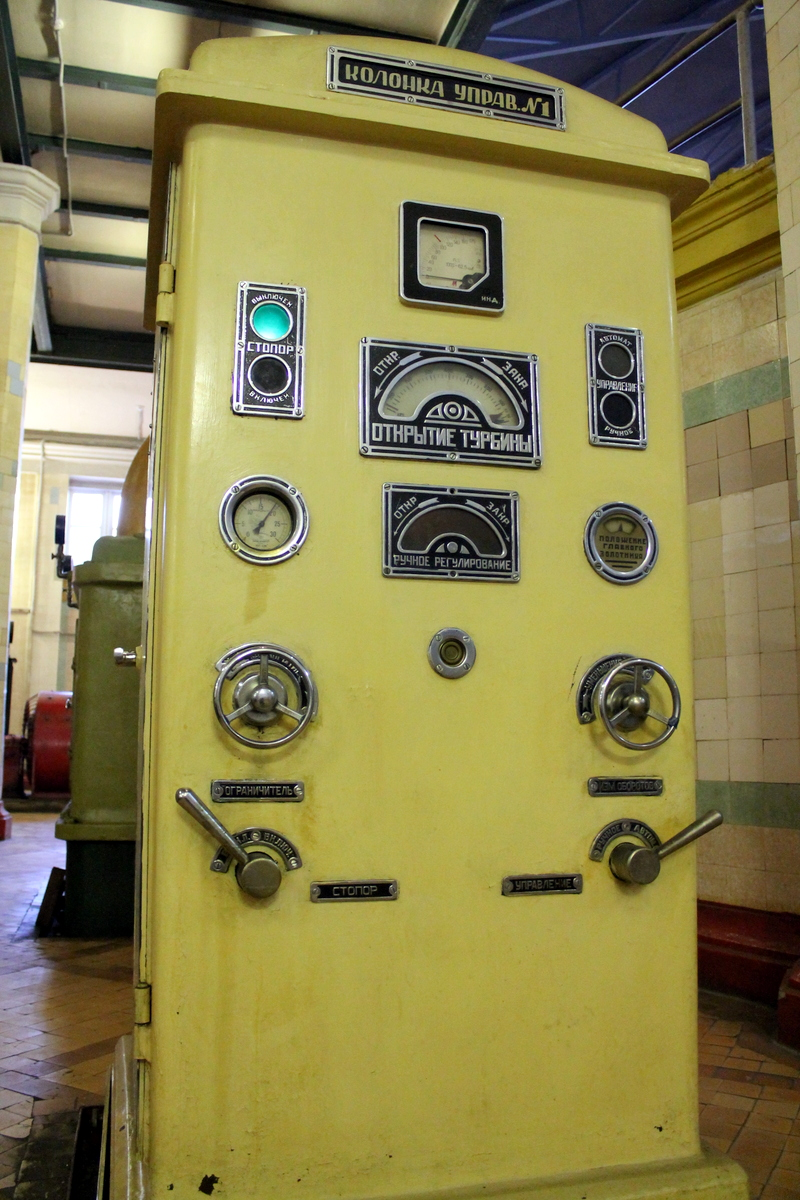
Колонка управления турбины

Для перемещения элементов гидроагрегатов (а также оперирования шандорным заграждением верхнего бьефа водосбросной плотины) используются два мостовых крана, грузоподъёмностью по 310 т. Проектом не предусматривалось отопление машинного зала — предполагалось, что оно будет обогреваться теплом работающих генераторов; однако в ходе эксплуатации выяснилось, что их возможностей для обогрева всего здания не хватает, в связи с чем вокруг агрегатов было сооружено отдельное перекрытие со съёмными колпаками над гидроагрегатами. Водоводы гидротурбин перекрываются плоскими быстропадающими затворами (по три на каждый водовод), оперирование которыми производится цепными приводами (цепи Галля) с помощью специальных механизмов с электроприводом, размещённых со стороны верхнего бьефа в щитовом отделении, оборудованном мостовым краном грузоподъёмностью 50 т. Помимо затворов, водоводы оборудованы сороудерживающими решётками, а также ремонтными затворами (шандорами). Отсасывающая труба может перекрываться собственными ремонтными затворами, оперирование которыми производится краном грузоподъёмностью 60 т.

Щитовое отделение и быстропадающие затворы Угличской ГЭС
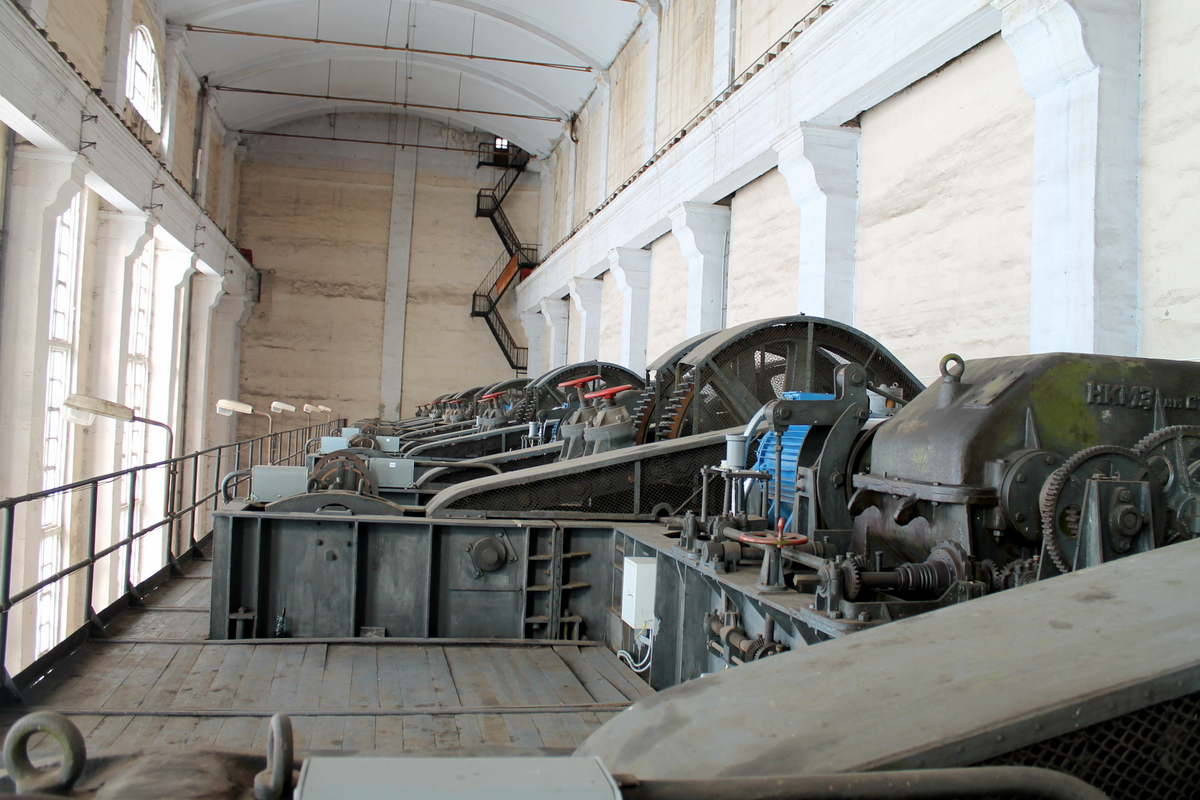
Грузоподъёмные механизмы затворов
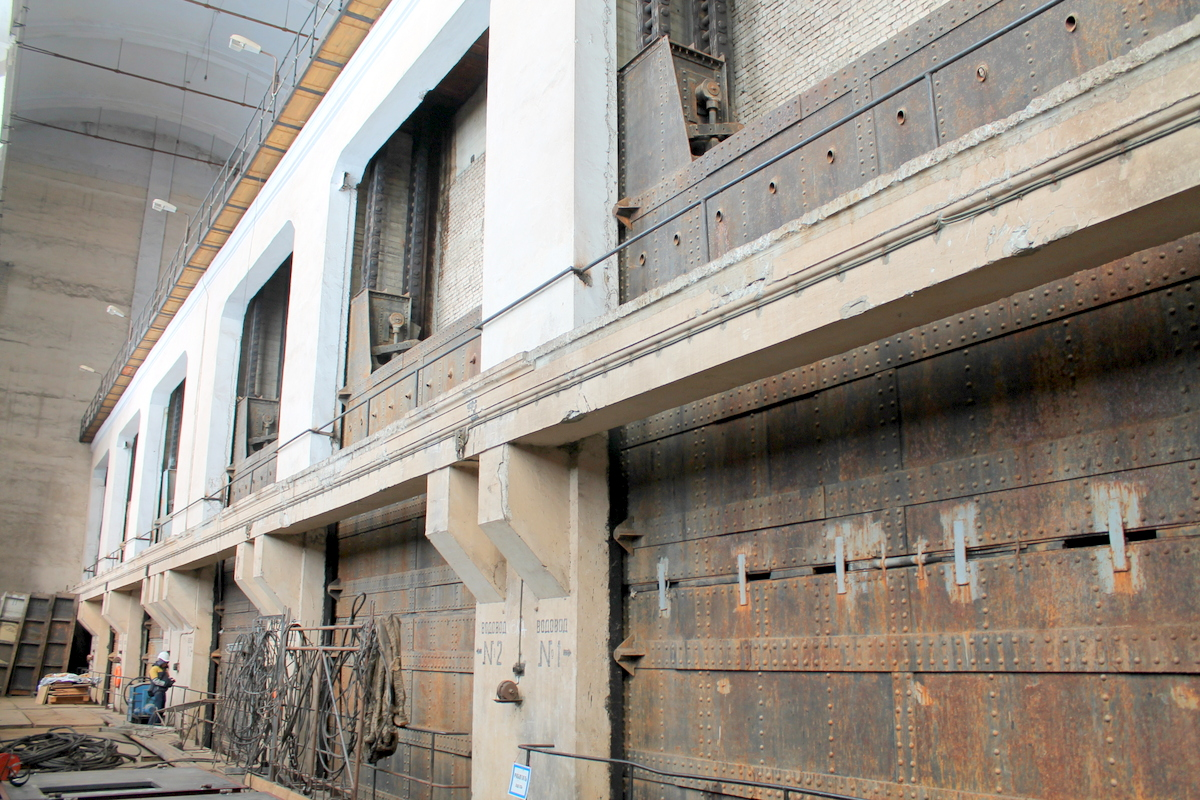
Быстропадающие щиты и цепи Галля
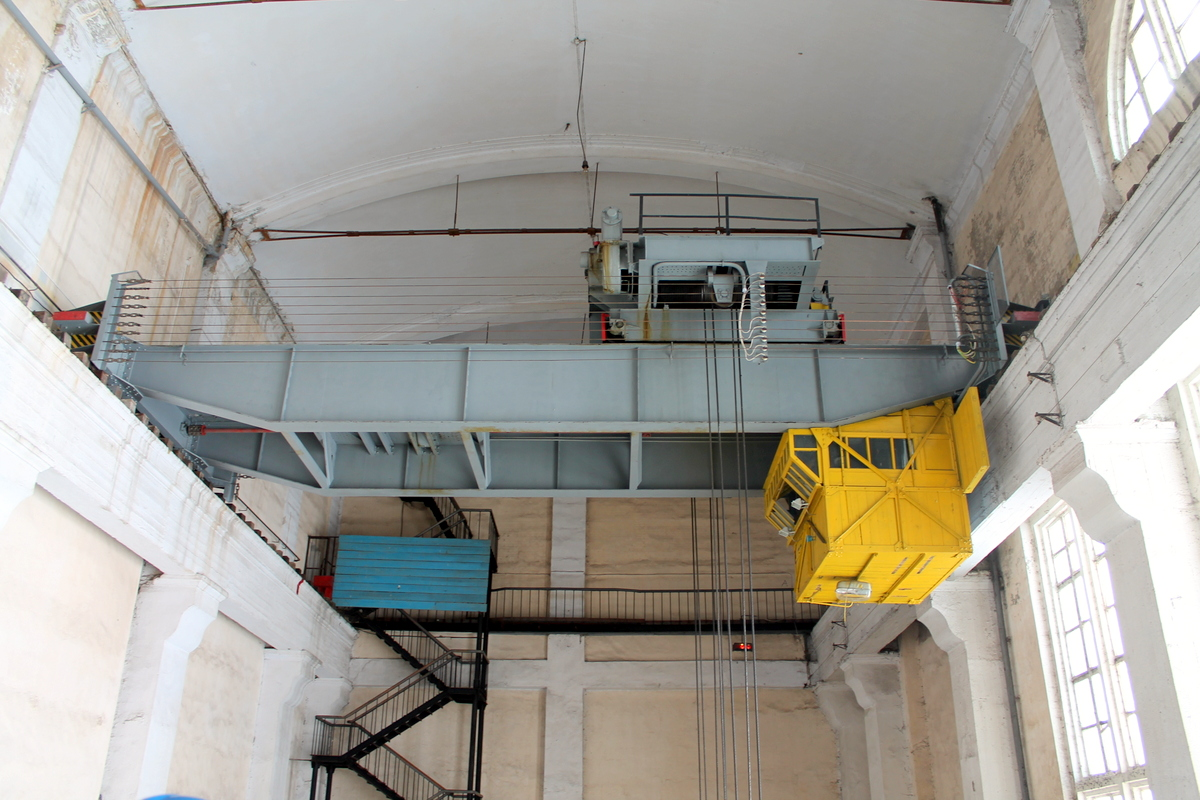
Мостовой кран щитового отделения

### Схема выдачи мощности

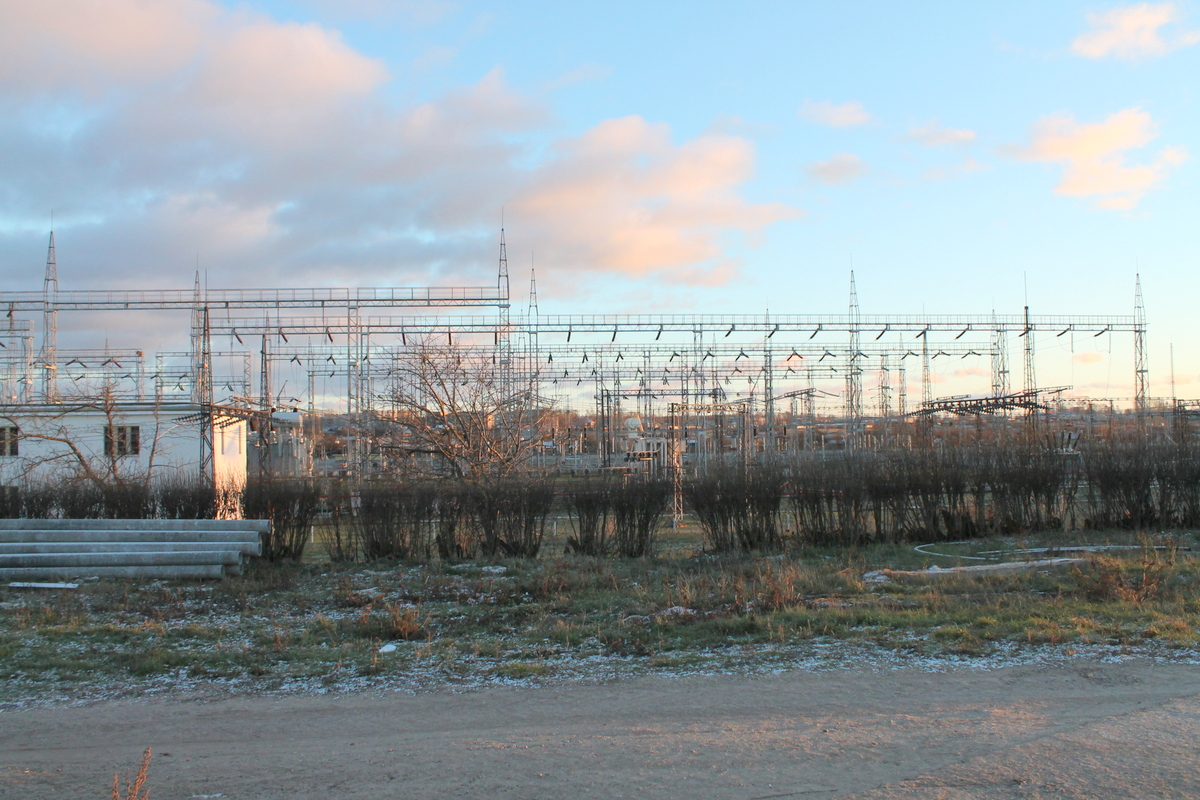
ОРУ Угличской ГЭС

С гидрогенераторов электроэнергия на напряжении 13,8 кВ подаётся по уложенным в железобетонные коллекторы кабельным линиям на открытое распределительное устройство (ОРУ 220 кВ), расположенное на правом берегу вблизи здания ГЭС. Каждый генератор работает на свой трёхфазный трансформатор ТД-80000/220У1 производства ОАО «Запорожтрансформатор», которые размещены на ОРУ (до 2008 года были установлены 6 однофазных трансформаторов ОДГ-23000/220), для обслуживания трансформаторов имеется трансформаторная мастерская. Выдача электроэнергии в энергосистему производится по пяти линиям электропередачи напряжением 220 кВ, из которых по двум — на Москву, ещё по двум — на Рыбинск и по одной — на Ярославль:
- Угличская ГЭС — ПС Заря (2 ЛЭП, длиной по 92,2 км);
- Угличская ГЭС — ПС Вега (7,5 км);
- Угличская ГЭС — ПС Венера (69,6 км);
- Угличская ГЭС — ПС Ярославль (92,7 км).

Также, имелась подстанция 35 кВ (ныне ПС 35/6 кВ «Прибрежная»), с которой производилось энергоснабжение Углича, Калязина и близлежащих сельских населённых пунктов.

### Судоходный шлюз
Судоходный шлюз Угличского гидроузла расположен у левого берега, примыкая к земляной плотине. Шлюз однокамерный однониточный, длина камеры — 290 м, ширина — 30 м. В системе внутренних водных путей имеет номер 10-У. Проектное время наполнения шлюза составляет 9,5 минут, опорожнения — 7 минут. Заполнение и осушение шлюзовой камеры производится при помощи двух водоподводящих галерей. В верхней голове шлюза (со стороны Угличского водохранилища) расположен основной клапанный затвор и ремонтный плоский колёсный затвор, в нижней голове — основные и ремонтные двустворчатые ворота. Помимо голов и шлюзовой камеры, в состав сооружений шлюза входят верховой канал длиной 800 м и низовой канал длиной 1200 м, причальные стенки, две ограждающие дамбы, защищающие суда при подходе к шлюзу, левобережная дамба с суглинистым противофильтрационным ядром, а также автомобильный мост над нижней головой. Шлюз находится на балансе ФГУП «Канал имени Москвы».

Судоходный шлюз Угличской ГЭС
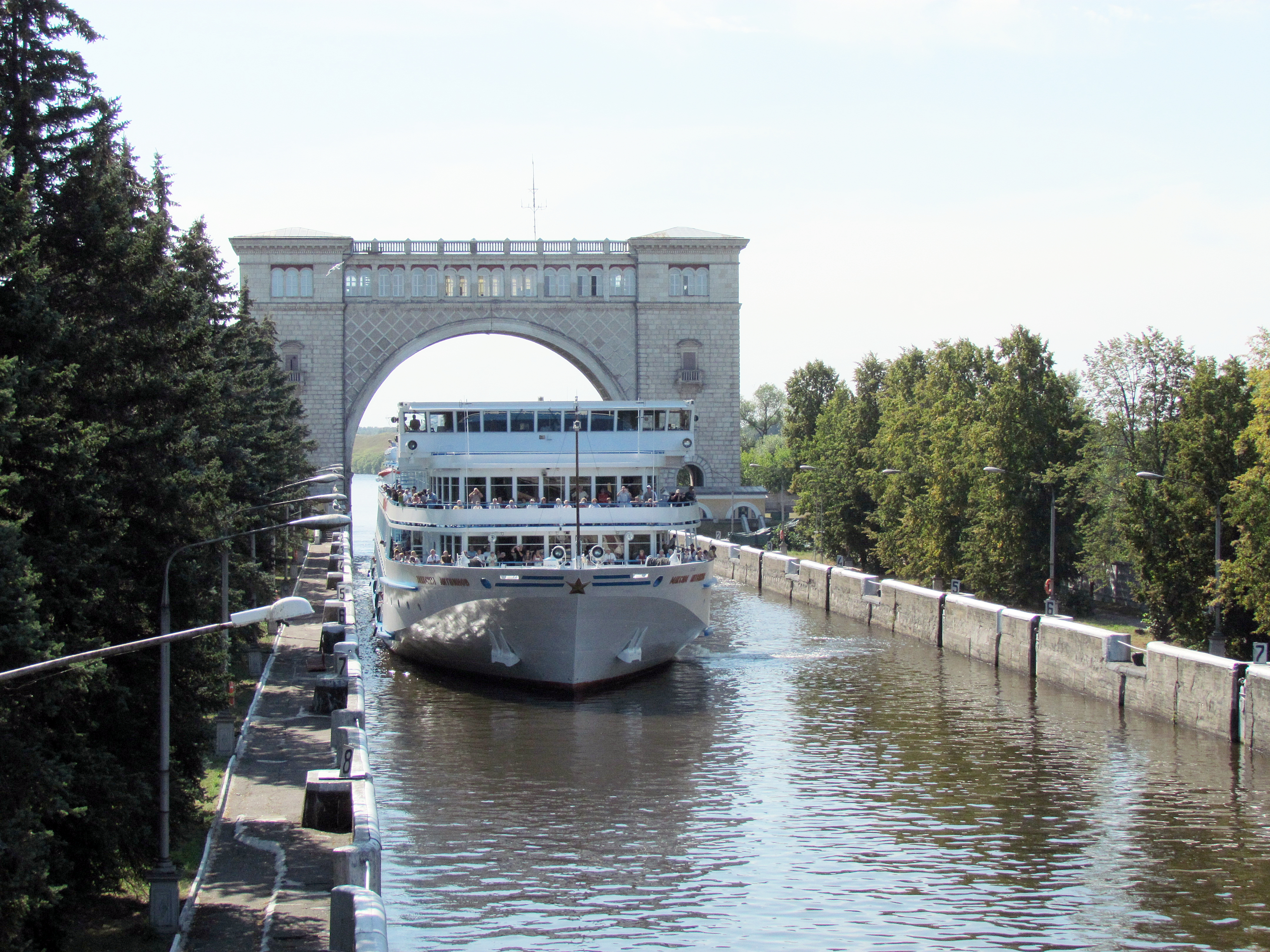
Шлюзовая камера
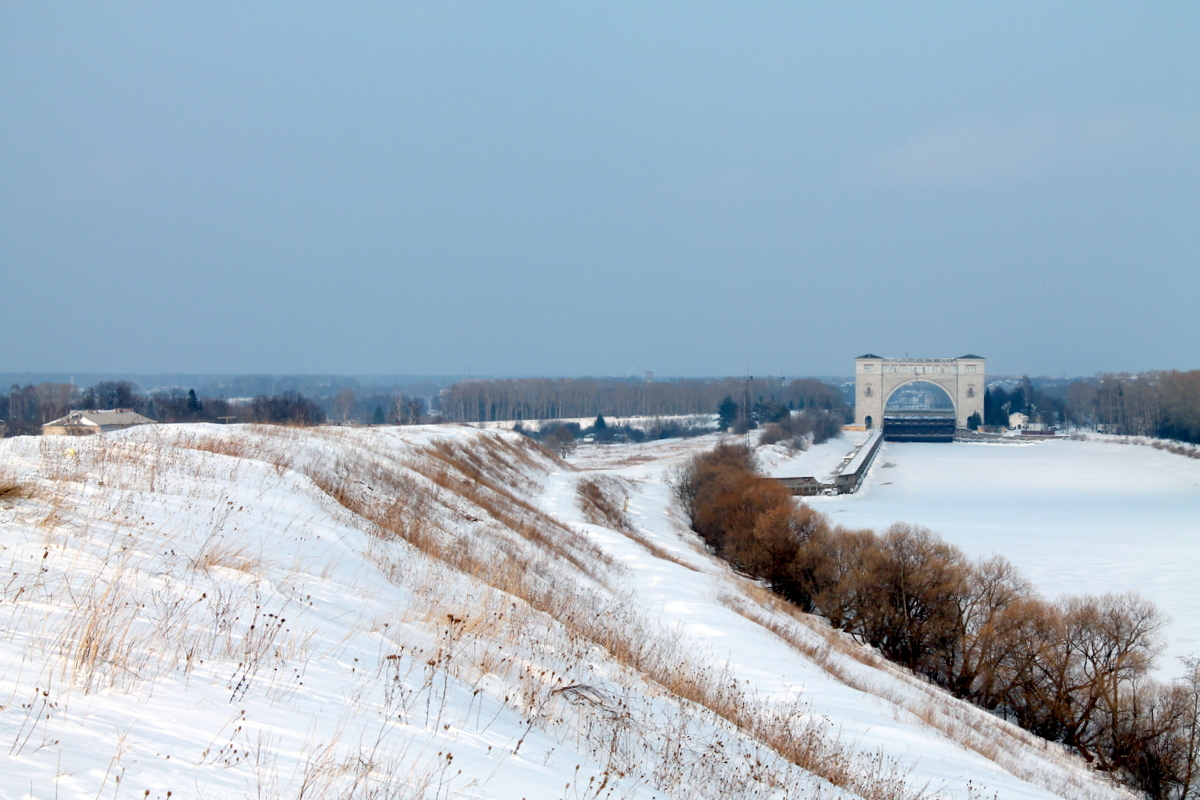
Вид на верхнюю голову и левобережную дамбу
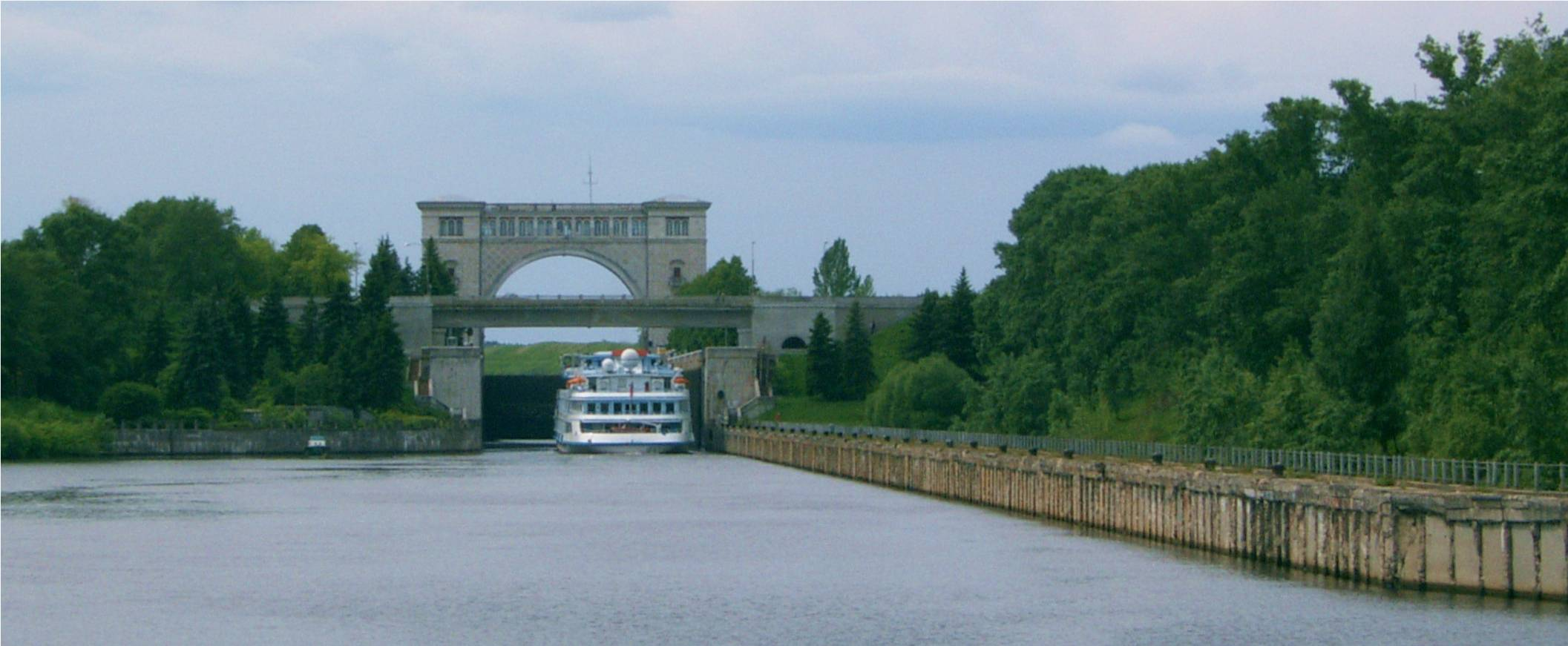
Нижняя голова и причальная стенка

### Водохранилище
Напорные сооружения ГЭС образуют Угличское водохранилище площадью 249 км². Полная ёмкость водохранилища составляет 1,245 км³, полезная — 0,68 км³, что позволяет осуществлять ограниченное сезонное регулирование стока (водохранилище позволяет увеличивать сток реки в межень за счёт накопления воды в половодье, но не в полном объёме). Отметка нормального подпорного уровня (НПУ) водохранилища составляет 112,82 м над уровнем моря (по Балтийской системе высот), форсированного подпорного уровня (ФПУ) — 113,22 м, уровня мёртвого объёма (УМО) — 108,82 м.

## Последствия создания Угличской ГЭС

### Экономическое значение

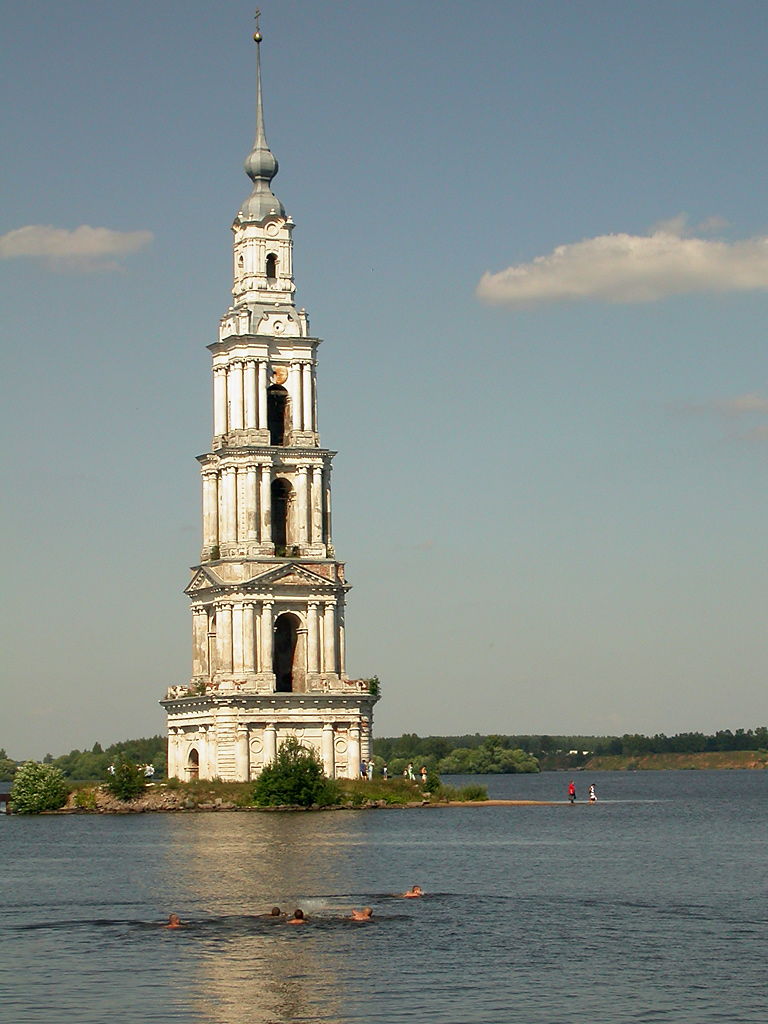
Затопленная колокольня Никольского собора в Калязине

Угличская ГЭС работает в пиковой части графика нагрузки энергосистемы Центра, повышая надёжность её функционирования. Всего за время эксплуатации Угличская и Рыбинская ГЭС выработали более 80 млрд кВт·ч возобновляемой электроэнергии. Угличское водохранилище активно используется в интересах водного транспорта, являясь частью Единой глубоководной системы Европейской части Российской Федерации и обеспечивая на участке Волги от Дубны до Углича гарантированную глубину 4 м (до строительства ГЭС глубины на этом участке в летнюю межень падали до 0,7 м, а в засушливые годы — до 0,4 м, делая возможным крупнотоннажное судоходство только в половодье). По сооружениям гидроузла проложена автомобильная дорога. Угличское водохранилище имеет рекреационное и рыбохозяйственное значение (допустимый улов оценивается в 300 т в год).

### Социальные последствия
При создании Угличского водохранилища было переселено 24,6 тысячи человек. Водохранилищем было затронуто в разной степени (полное или частичное затопление, подтопление, берегопереработка) 213 населённых пунктов, в подавляющем большинстве — сельских (всего из зоны затопления было перенесено 5270 домовладений). В зону затопления попала часть территории городов Калязин (пострадал в наибольшей степени), Углич и Кимры.
При создании водохранилища был утрачен ряд памятников истории и культуры — Троицкий Макарьев монастырь и архитектурный комплекс упразднённого в XVIII веке Николо-Жабенского монастыря в Калязине (от последнего сохранилась только колокольня), Паисиев Покровский монастырь в Угличе, большая часть исторической застройки Калязина, древнее село Скнятино, более двух десятков сельских и городских церквей, левое крыло Супоневского дворца (усадьбы генерала А. Н. Супонева). В зоне затопления велись значительные археологические работы, в результате которых был получен большой объём материала, в несколько раз превышающий полученный на этой территории за предыдущее время; в то же время несоответствие проведённых работ масштабам зоны затопления привело к тому, что большая часть археологических памятников осталась неисследованной и была затоплена.

## История создания

### Проектирование

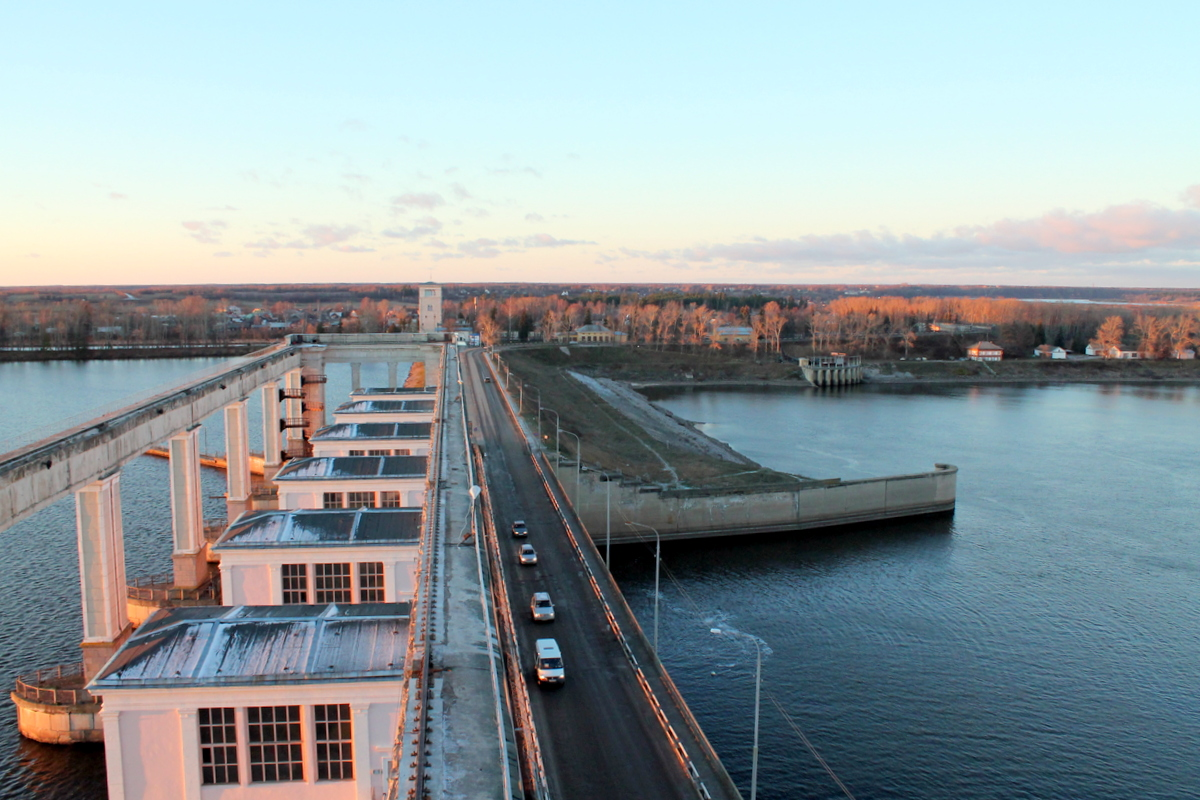
Водосбросная и земляная плотина Угличской ГЭС

Интерес к использованию энергетических ресурсов Верхней Волги возник в начале 1930-х годов. С 1931 года начинают разрабатываться планы комплексного использования водных ресурсов Волги на всём её протяжении. 23 марта 1932 года было выпущено Постановление СНК СССР и ЦК ВКП(б) «О строительстве электростанций на Волге», санкционировавшее начало работ по Ярославской, Горьковской (Балахнинской) и Пермской гидроэлектростанциям, из которых реальные работы начались только по первой станции. Одновременно, велись проектные проработки и по другим волжским ГЭС — в подготовленной в 1933 году «Гидроэлектропроектом» схеме освоения Волги уже фигурировала Угличская ГЭС, которую планировалось построить к 1937 году. Однако в 1934 году в схеме освоения верхней Волги вместо неё уже фигурировали Мышкинская и Калязинская ГЭС.
К 1935 году проект Ярославской ГЭС столкнулся с рядом трудностей (недостаточная энергетическая эффективность при существенных объёмах затопления, заболачивания и берегопереработки), и часть проектировщиков предложила отказаться от строительства Ярославской, Мышкинской и Калязинской ГЭС в пользу сооружения Рыбинской и Угличской ГЭС. Для изучения вопроса Госплан СССР создал специальную экспертную комиссию из сотрудников Управления строительства канала Москва — Волга НКВД СССР, которое вело проектирование и строительство всех объектов канала, в том числе первой ГЭС на Волге — Иваньковской (пущена в 1937 году). В работе комиссии приняли активное участие главный инженер Управления С. Я. Жук, начальник технического отдела В. Д. Журин и его заместитель Г. А. Чернилов (который непосредственно руководил проектными проработками по Рыбинской и Угличской ГЭС). В результате произведённых экспертизой расчётов, комиссией было сделано следующее заключение, утверждённое Госпланом:
- Строительство Ярославского гидроузла, как неэффективного, прекратить.
- Створ гидроузла перенести в район Рыбинска.
- НПУ водохранилища повысить как минимум до отметки 100 м, а возможно и выше, в соответствии с результатами подробного экономического обоснования.
- Признать целесообразным строительство Угличской ГЭС, что позволит создать непрерывный каскад из трёх гидроузлов: Иваньковского, Угличского и Рыбинского.

Предложение Госплана обсуждалось Центральным комитетом ВКП(б) и Совнаркомом СССР, которые 14 сентября 1935 года приняло постановление «О строительстве гидроузлов в районе Углича и Рыбинска», в соответствии с которым сооружение Ярославской ГЭС прекращалось, и начиналось одновременное строительство Угличской и Рыбинской ГЭС. Оно поручалось НКВД, в составе которого была создана специальная организация — Волгострой НКВД СССР. В 1935 году из проектировщиков Управления канала Москва — Волга был создан проектный отдел Волгостроя, главной задачей которого было проектирование Рыбинского и Угличского гидроузлов. С 1940 года рабочим проектированием Угличской ГЭС занималось созданная в этом же году организация под названием «Московское и Ленинградское проектные управления Главгидростроя НКВД СССР» (сокращённо Гидропроект).
Выбранная схема использования верхней Волги отличалась высокой эффективностью в энергетическом отношении: Угличская и Рыбинская ГЭС были запроектированы на общую мощность 440 МВт и выработку 1,312 млрд кВт·ч, а ранее запланированные на этом участке Калязинская, Мышкинская и Ярославская ГЭС должны были иметь общую мощность 250 МВт и выработку 0,6 млрд кВт·ч. Технический проект Угличского гидроузла был утверждён 3 июля 1938 года экономическим Советом при Совнаркоме СССР, его параметры подразумевали максимально возможную унификацию с проектом Рыбинской ГЭС.

### Строительство

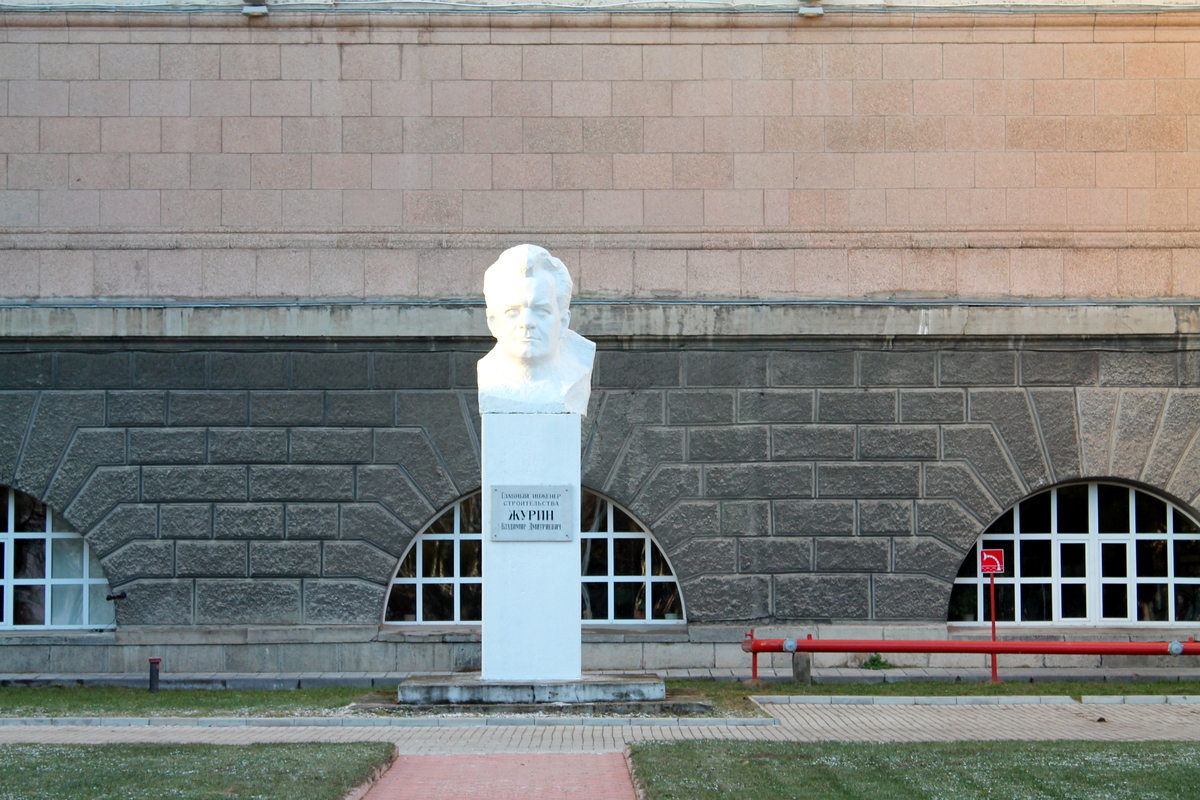
Памятник В. Д. Журину на Угличской ГЭС

Сооружение Угличской ГЭС началось в октябре 1935 года с подготовительного этапа — возведения дорог, базы строительства, жилья и т. п.
7 декабря 1935 года был издан приказ НКВД СССР «Об организации Волжского ИТЛ НКВД в связи со строительством Рыбинского и Угличского гидротехнических узлов».
Земляные работы на сооружениях гидроузла начались в 1936 году, первый бетон был уложен в апреле 1938 года. Особенностью строительства Угличской ГЭС являлось возведение бетонных сооружений (водосбросной плотины, шлюзов и здания ГЭС) в котлованах на пойме, вне русла реки, что позволило отказаться от строительства временных перемычек в русле, ускорить и упростить работы. Наибольшего масштаба земляные работы достигли в 1937 году, когда на строительстве Угличской и Рыбинской ГЭС было перемещено 13,5 млн м³ грунта. К 1938 году земляные работы по котлованам основных сооружений (водосбросная плотина, шлюзы, здание ГЭС) были завершены. Земляные работы были довольно хорошо (для того времени) механизированы — примерно на 70 %. Активно использовались экскаваторы, автотранспорт, специальные железнодорожные вагоны — думпкары, ленточные транспортёры. Широкое распространение получила гидромеханизация, с помощью которой было сделана значительная часть насыпей, в том числе намыта русловая плотина (причём, впервые в отечественной практике намыв производился и зимой).
15 октября 1939 года было произведено перекрытие Волги, начат намыв земляной плотины. В январе 1940 года был начат монтаж первого гидроагрегата, в феврале того же года — второго. Первый гидроагрегат был пущен 8 декабря 1940 года, второй — 20 марта 1941 года. По первоначальным планам завершить строительство Угличской ГЭС намечалось уже в 1939 году, затем этот срок был перенесён на 1942 год. К началу Великой Отечественной войны строительные работы были близки к завершению, станция эксплуатировалась в соответствии с проектом, но в связи с тяжёлыми условиями военного и послевоенного времени устранение оставшихся недоделок затянулось. Официально строительство было завершено с утверждением Советом Министров СССР акта правительственной комиссии о приёме Угличской и Рыбинской ГЭС в промышленную эксплуатацию 30 июля 1955 года. На момент пуска гидроагрегатов, Угличская ГЭС (110 МВт) являлась второй по мощности действующей гидроэлектростанцией СССР, уступая Днепрогэсу (560 МВт), но превосходя Нижне-Свирскую ГЭС (96 МВт).
Всего на строительстве Угличской ГЭС было выполнено 18,3 млн м³ земляных работ, уложено 0,793 млн м³ бетона, смонтировано 14,5 тыс. т металлоконструкций; для сравнения, при строительстве Днепрогэса было выполнено 8 млн м³ земляных работ и уложено 1,2 млн м³ бетона.
Для строительства Рыбинской и Угличской ГЭС (включая работы по подготовке водохранилищ) была создана специализированная организация — Волгострой НКВД, ориентированная на преимущественное использование труда заключённых. При Волгострое 7 октября 1936 года был образован Волголаг. В связи с приостановкой работ по строительству станции, 24 февраля 1942 года Волголаг был отделен от Волгостроя и реорганизован в Рыбинский исправительно-трудовой лагерь (ИТЛ) значительно меньшей численности. В феврале — марте 1942 года основной персонал строительства был эвакуирован для использования на других стройках, а в Рыбинский ИТЛ направляли заключённых пониженной трудоспособности (больных и инвалидов). Основной его задачей стало изготовление укупорки и корпусов мин, заготовка древесины, дров и другой продукции; к работам по достройке ГЭС заключённые Рыбинского ИТЛ также привлекались, но в относительно небольших объёмах. 26 февраля 1944 года Рыбинский ИТЛ был снова объединён с Волгостроем и преобразован в ИТЛ Волгостроя. 29 апреля 1946 года лагерь был вновь переименован — в Волжский ИТЛ НКВД СССР, 8 октября того же года Волгострой был передан Министерству энергетики СССР, но при этом заключённые ИТЛ продолжали использоваться на работах по достройке ГЭС, вплоть до ликвидации лагеря 29 апреля 1953 года.

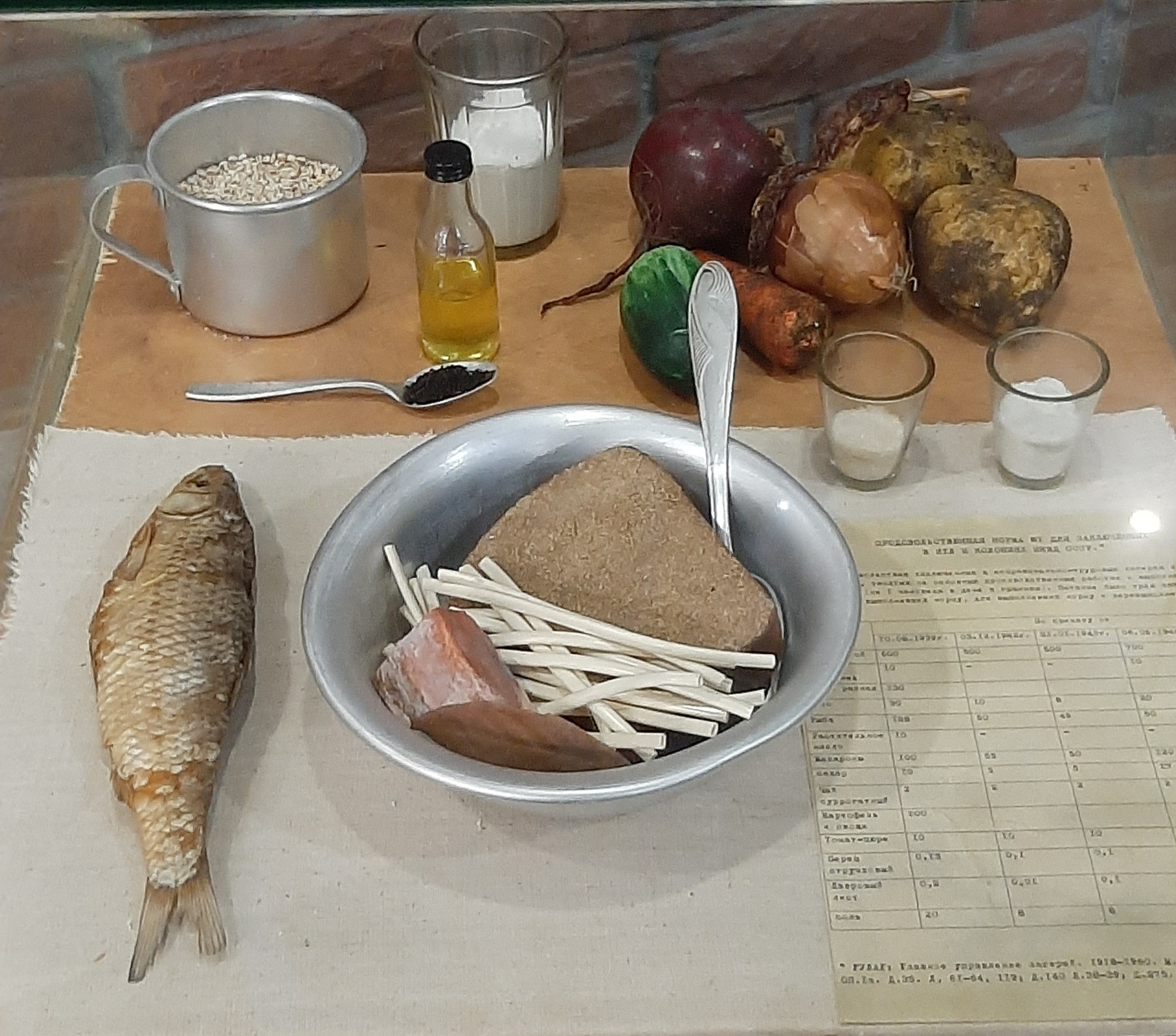
Паёк заключённого — строителя Угличской ГЭС

Численность заключённых Волголага достигла максимума в 1938—1941 годах (70—80 тыс. человек), позднее снизившись до 20 тыс. человек и менее; максимальное количество заключённых было зафиксировано 15 марта 1941 года — 97 069 человек, минимальное 1 апреля 1953 года — 14 117 человек. Большинство из заключённых не были «политическими» — так, на 1 октября 1938 года в Волголаге числилось 77 345 заключённых, из них осуждённых за контрреволюционные преступления — 14 482 человека. В целом руководство ГУЛага стремилось направлять в «гидротехнические» лагеря осуждённых за нетяжкие преступления. Смертность заключённых Волголага в 1936—1940 годах была относительно небольшой, от 0,8 до 2,4 %, что меньше средней по ГУЛагу в 1,4—3,4 раза. В 1942 году смертность резко возросла и достигла 35,5 %, что было связано с ухудшением питания в условиях военного времени и спецификой контингента Рыбинского ИТЛ (в него направлялись больные и инвалиды). Помимо заключённых, в строительстве участвовали и вольнонаёмные работники, в частности в 1939 году Ярославский обком комсомола направил на Волгострой 6400 человек, а всего в 1939 году из среднегодовой численности работников, составлявшей 88 954 человека, вольнонаёмных было 20 522 человека (23,1 %). Кроме того, к работам по достройке Угличской ГЭС привлекались и немецкие военнопленные.
Управления Волгостроя и Волголага располагались у села Переборы (вблизи створа Рыбинской ГЭС), на Угличской ГЭС существовало отдельное строительно-монтажное управление. Руководство Волгостроем и Волголагом с момента их основания до 13 сентября 1940 года осуществлял Я. Д. Рапопорт, главным инженером строительства до сентября 1937 года являлся С. Я. Жук. После перевода Жука на строительство Куйбышевской ГЭС его должность занял В. Д. Журин, который с сентября 1940 года одновременно стал руководителем Волгостроя/Волголага, занимая эти должности до 1946 года (с перерывом в 1942—43 годах).

## Эксплуатация

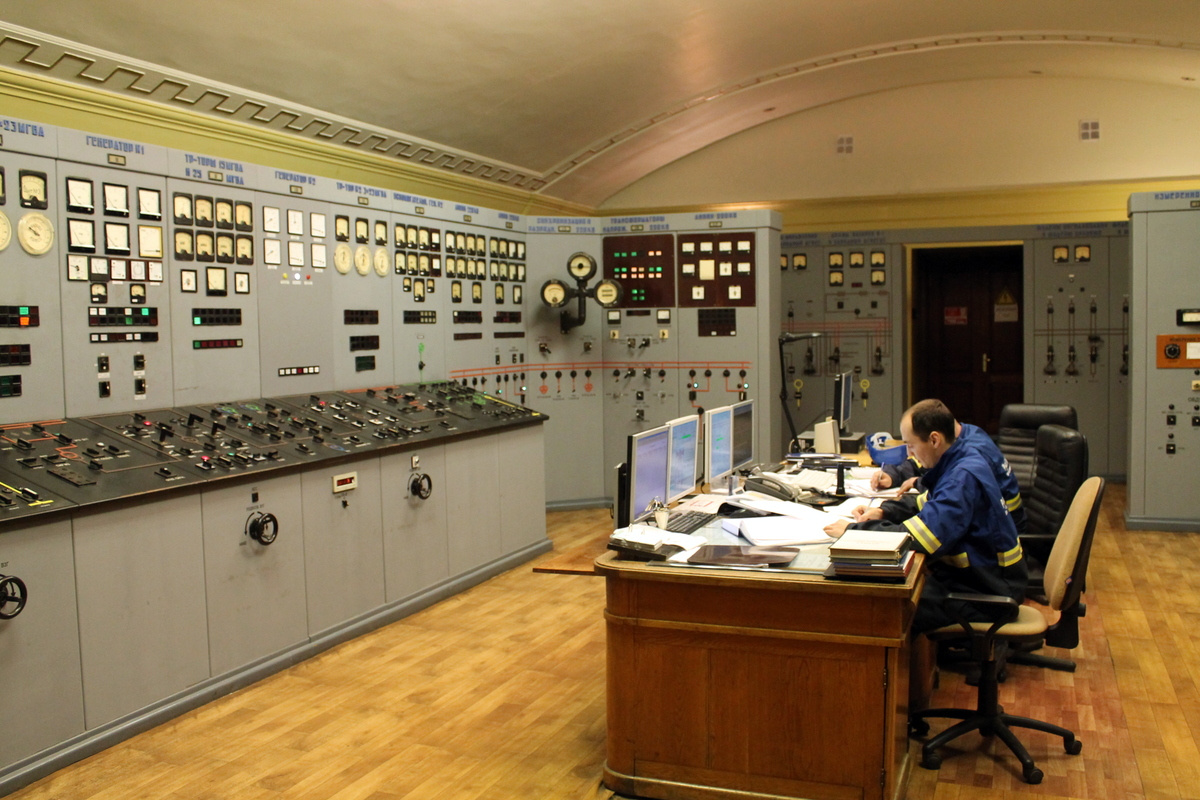
Центральный пульт управления Угличской ГЭС

Пуск гидроагрегатов Угличской ГЭС был произведён на пониженной отметке водохранилища (110,3 м, то есть на 2,7 м ниже проектной), что диктовалось неполной готовностью сооружений. Также, не были готовы грузоподъёмные механизмы водосбросной плотины, вследствие чего маневрирование её затворами производилось мостовыми кранами машинного зала. В 1942 году водохранилище было поднято на метр, до отметки 111,3 м, а в апреле 1943 года впервые заполнено до проектной отметки 113 м.
В годы Великой Отечественной войны Угличская ГЭС обеспечивала бесперебойное энергоснабжение Москвы. Выработка электроэнергии Рыбинской и Угличской ГЭС в 1941 — начале 1942 года имела особо важное значение, поскольку в ходе Битвы за Москву большинство электростанций Мосэнерго было либо эвакуировано, либо испытывало острый дефицит топлива. В 1941—1945 годах на Угличской ГЭС была зафиксирована лишь одна существенная авария, в 1943 году на турбинном подшипнике одного из гидроагрегатов, связанная с чрезмерно глубокой (вызванной условиями военного времени) предполоводной сработкой водохранилища. В ходе войны здание гидроэлектростанции было замаскировано досками, на её сооружениях были размещены зенитные пулемёты. Это позволило защитить станцию от бомбёжек немецкой авиацией.
За годы войны Угличская и Рыбинская ГЭС выработали около 4 млрд кВт·ч электроэнергии, освободив для нужд народного хозяйства 5 млн тонн местного топлива. Всё это время станции работали в условиях большого дефицита мощности в энергосистеме, частота тока в сети зачастую падала ниже 45 Гц при нормативных 50 Гц (причём было отмечено, что такой режим работы не оказывал вредного воздействие на оборудование ГЭС, в отличие от тепловых станций). Большую роль в обороне Москвы и Ленинграда сыграл и судоходный шлюз станции, через который прошли миллионы тонн грузов.
| Выработка электроэнергии Угличской ГЭС в 1941—1945 годах |       |       |       |       |       |        |
| Год                                                      | 1941  | 1942  | 1943  | 1944  | 1945  | Всего  |
| Выработка, млн кВт·ч                                     | 137,4 | 213,1 | 274,4 | 203,9 | 264,1 | 1092,9 |

В 1954 году Угличская и Рыбинская ГЭС были объединены в «Каскад ГЭС № 1 Мосэнерго». 28 января 1993 года предприятие было преобразовано в ОАО «Каскад Верхневолжских ГЭС». В ходе реформы РАО ЕЭС, с 1 июля 2003 года перешло под управление ОАО «Управляющая компания Волжский гидроэнергетический каскад», с декабря того же года перешла под контроль ОАО «ГидроОГК» (позднее переименованного в ОАО «РусГидро»). 9 января 2008 года ОАО «Каскад Верхневолжских ГЭС» было ликвидировано путём присоединения к ОАО «ГидроОГК», в состав которого Угличская и Рыбинская ГЭС вошли на правах филиала «Каскад Верхневолжских ГЭС». В 2007 году в здании управления Угличской ГЭС был открыт музей российской гидроэнергетики.

### Реконструкция станции
К началу 1990-х годов оборудование станции, отработавшее к тому моменту около 50 лет, физически и морально устарело, однако замена оборудования сдерживалась дефицитом средств. С 2006 года гидроагрегат № 2 по своему техническому состоянию работал с ограничением мощности — не более 35 МВт, что обусловило его выбор для первоочередной замены. В апреле 2007 года был заключён контракт с фирмой Voith Siemens Hydro Power Generation на замену гидроагрегата № 2 станции на современный, мощностью 65 МВт. Гидротурбина изготовлена преимущественно за рубежом, гидрогенератор — на новосибирском предприятии «Элсиб». 1 июня 2009 года начались работы по демонтажу старого гидроагрегата, законченные к осени того же года. Пуск нового гидроагрегата был произведён в апреле 2011 года, а с 1 декабря того же года мощность Угличской ГЭС была официально увеличена на 10 МВт.
Замена гидроагрегата № 1 была произведена в 2021—2025 годах, что позволило в апреле 2025 года увеличить мощность станции до 130 МВт.
На станции реализуется программа комплексной модернизации, предусматривающая замену всего устаревшего оборудования. В 2008 году были заменены силовые трансформаторы, к настоящему времени заменены кабельные линии до ОРУ и система собственных нужд станции с установкой современных сухих трансформаторов и комплектного распределительного устройства, реконструировано открытое распределительное устройство и электрооборудование быстропадающих затворов. Заменены сороудерживающие решётки, аварийно-ремонтные затворы гидроагрегатов и сегментные затворы водосбросной плотины, планируется замена затворов нижнего яруса плотины. 